# Agrilus aerosus
Agrilus aerosus (лат.) — вид узкотелых жуков-златок.

## Распространение
Китай.

## Описание
Длина тела взрослых насекомых (имаго) 4,9—5,5 мм. Отличаются беловатым опушением и глубоким вдавлением на вертексе. Пронотум с наибольшей шириной в апикальной трети. Тело узкое, основная окраска со спинной стороны тёмно-бронзовая с зеленоватым отблеском. Переднегрудь с воротничком. Боковой край переднеспинки цельный, гладкий. Глаза крупные, почти соприкасаются с переднеспинкой. Личинки развиваются на различных лиственных деревьях. Встречаются в июле на высотах от 1000 до 1800 м. Валидный статус был подтверждён в ходе ревизии, проведённой в 2011 году канадскими колеоптерологами Эдвардом Йендеком (Eduard Jendek) и Василием Гребенниковым (Оттава, Канада).